# Nera Dužević
Nera Dužević je hrvatska rukometašica iz Splita. Igrala je za jugoslavensku reprezentaciju.